# 佛萊得·努南
弗雷德里克·約瑟夫·佛萊得·努南（英語：Frederick Joseph "Fred" Noonan，1893年4月4日－1937年7月2日失踪、1938年6月20日宣告死亡）是美國飛行領航員、機長和航空先驅，他在1930年代率先繪製許多大洋商業航線。他在1937年7月2日時最後一次露面是在紐幾內亞萊城，之後便和愛蜜莉亞·厄爾哈特準備嘗試經由太平洋中部以達成環遊世界飛行時於最後一個回報站失蹤。

## 外部連結
- Frederick J. Noonan, Pioneer aviator– Navigator
- Fred Noonan, Sea Captain